# Jestem Paragwajczykiem
Jestem Paragwajczykiem (hiszp. Soy paraguayo) – polski film dokumentalny z 2019 roku w reżyserii Wojciecha Ganczarka, nakręcony w Paragwaju. Film otrzymał honorowe wyróżnienie na Międzynarodowym Festiwalu Filmowym w Asunción za wkład w kulturę Paragwaju.

## Opis filmu
Film przedstawia historię 32 mieszkańców Paragwaju. Zawarte zostały w nim historie osób o zróżnicowanym pochodzeniu i statusie – zarówno mieszkańców Asunción i okolic, jak i odległych terenów środkowego Chaco. W filmie ukazane zostały historie Paragwajskich Latynosów, ludności rdzennej, niemieckich mennonitów oraz imigrantów i ich potomków – między innymi z Brazylii czy Polski. Poruszone zostały również takie problemy dotykające Paragwaju jak wylesianie, spory o ziemię czy użytkowanie pestycydów.
Prace nad filmem trwały dwa lata.

## Pokazy i wyróżnienia
Oficjalna premiera filmu miała miejsce na Międzynarodowym Festiwalu Filmowym w Asunción we wrześniu 2019 roku. Pokazy filmu miały również miejsce między innymi w czasie 5. Festiwalu Kina Etnograficznego w Quito w 2020 roku oraz 11. SUNCINE Międzynarodowym Festiwalu Filmów dot. Ochrony Środowiska w Guanajuato także w 2020 roku.
W marcu 2020 roku film został udostępniony w serwisie YouTube.
Film został uznany za istotny dla kultury regionu przez instytut kultury argentyńskiej prowincji Chaco. Na festiwalu filmowym Asunción w 2019 roku otrzymał wyróżnienie za wkład w kulturę Paragwaju. Specjalne wyróżnienie otrzymał także na 16. Festiwalu Filmów LGBTI w Asunción w 2020 roku.

## Twórczość pokrewna
Równolegle powstała książka reporterska Sprzedani. Reportaże z peryferii (org. Se vende un país. Relatos de Paraguay), oferująca pogłębioną analizę kwestii społecznych, historycznych czy ekologicznych pojawiających się w filmie. Utwór został uhonorowany Nagrodą Magellana 2022 w kategorii książki reportażowej.
W 2022 roku film "Jestem Paragwajczykiem" został włączony do brazylijskiego czasopisma antropologii wizualnej publikowanego przez Uniwersytet Federalny w Pernambuco, Recife.